# 벳시야마촌
벳시야마촌(別子山村)은 에히메현 우마군에 존재했던 촌이다. 2003년 4월 1일 니이하마시에 편입되어 단독 자치체로서는 소멸하였다. 니이하마시로 번영되어있다.  한때는 인구는 1만명을 넘었지만, 채광의 중심이 니이하마 측에 옮긴 바로 그때 인구는 격감해 인구 300명에게 못미친다.
촌 동사무소는 합병후, 니이하마시 관공서 벳시야마 출장소가 되어있다. 구동사무소와 출장소는 동일 장소이지만, 합병 수반해 시행된 지적 조사에 의해 지번은 니이하마시 벳시야마자 요도치 482번지3으로 변경되었다. 도잔강의 상류역에 위치했다.

## 지리
북쪽의 니이하마시와 분리된 아카시야마계를 시작으로 주위를 천수백 미터급의 시코쿠 산지의 산들로 둘러싸인 산촌. (헤이세이 합병이 시작되기 전 시점에서) 낙도를 제외하면 전국에서 두 번째로 인구가 적은 자치체였다.
히가시야마카와(요시노 강의 지류 중 하나)의 상류 지역에 위치한다.니이하마시측과 미시마측(현·시코쿠추오시) 양쪽에서 접근할 수 있지만, 시코쿠추오시로부터 가는 것이 길이 정비되어 있다.

## 역사
- 1889년 - 정촌제 시행에 의해 벳시야마촌이 성립하였다.

메이지의 전성기에는 에히메현내에서 마츠야마시에 버금가는 1만 2천명이나 되는 인구를 가지고, 학교·병원·극장등이 정비되었다.
채광의 중심이 아카시야마계를 넘은 북쪽, 니이하마시의 산중에 있는 도우히라로 옮기자 순식간에 쇠퇴하였다. 이윽고 서일본에서 가장 인구가 적은 자치체가 되어 니이하마시에 편입 합병했을 때는 현내 자치체에서 가장 인구가 적고 아이치현 기타시타라군 도야마무라(현·도요네무라)에 이은 일본 낙도 이외의 자치체에서 2번째로 인구가 적은, 불과 277명이었다(편입 합병 후에는 관공서 직원의 이동 등으로 더욱 줄어들고 있다).

## 니이하마시에 합병
니이하마시는 벳코토야마에 의해 기초가 구축되어 발전해 온 것으로, 양 시정촌의 합병을 바라는 목소리도 있었지만, 벳시야마촌에서는 오랜 세월 자주독립의 기운이 높고, 또 사회기반이나 행정사업이 같은 우마지역인 이요미시마시(현 시코쿠추오시)에 크게 의존하고 있었기 때문에 니이하마시와의 합병은 현실적이지 않았다.
그러나 헤세의 대합병으로 우마지역도 하나의 시가 되는 협의가 진행되게 되었을 때, 촌민들 사이에서는 「이대로 우마를 따라도 되는 것인가」라고 하는 소리가 퍼졌다.생활은 우마이지만 산업·역사적으로는 니이하마시와 유대가 강하며, 또한 많은 촌민 가족이 니이하마시에 거주하고 있다. 우마지역에서 합병 협의를 진행해도 과거 같은 동산천 유역에서 동쪽에 인접해 있던 도미고 촌이 이요미시마 시에 편입된 후에는 산속 과소 지역으로 쇠퇴해 버린 기억이 있어 같은 길을 걷는 것 아니냐는 불안감이 있었다.
여러 의견은 있었지만, 촌의회에서 만장일치로 니이하마시를 합병처로 하는 것이 결의되어 니이하마시에 합병을 타진했다.니이하마시측에서 협의를 거듭한 결과, 벳코야마무라 수용이 결의되게 되었다.
합병 후 옛 촌사무소는 니이하마시 벳코야마 지소로 재출범하였으며, 또한 오랜 세월 무의촌 지구였으나 니이하마시 의사회에 의한 진료소가 개설되었다.또 염원하던 니이하마 시가와 연결하는 시영버스도 운행을 시작했다.합병 이야기가 나오기 이전부터 진행되던 니이하마시와 벳코산을 잇는 주요 지방도 니이하마베쓰코야마선의 개량 공사도 현의 중요 도로 사업으로 자리매김하고 있어 두 지역을 연결하는 기반 정비가 진행되고 있다.덧붙여 소방에 대해서는 계속 우마 지구 광역 시정촌권 조합 소방 본부→시코쿠 추오시 소방본부가 니이하마시로부터 위탁을 받아 관할하고 있다.

## 그 외
- 1년간 출생이 없었던 마을
  - 정부의 「저출산 사회 백서」2004년판에 벳시야마촌은 2002년 데이터를 바탕으로 전국 유일의 「1년간 아기가 태어나지 않은 마을」로 리스트업되었다.덧붙여서, 동 백서에 의하면, 1명밖에 태어나지 않았던 마을은 전국 9촌이라고 한다.